# Arianisme
L'arianisme o arrianisme és un corrent religiós cristià del segle iv considerat heretgia pel catolicisme. Es basa a negar la divinitat de Jesús com a fill de Déu, doctrina condemnada al concili de Nicea (entre d'altres), després del qual perdé seguiment a Orient, si bé continuà gaudint de popularitat entre els pobles germànics fins al segle vii.
El seu iniciador, Arri, era un capellà d'Alexandria, probablement d'origen libi. Ell i els seus deixebles i simpatitzants mantenien que Jesús era fill de Déu, però no Déu mateix. Un dels primers i probablement el més important punt del debat entre els cristians d'aquesta època va ser el tema de la divinitat de Crist, que va tenir el seu origen quan l'emperador Constantí necessitava imposar el cristianisme a la població romana (de religió romana) per renovar-la moralment. L'arrianisme va ser condemnat com a heretgia inicialment en el Primer concili de Nicea (325) i, després de diverses alternatives en les quals era successivament admès i rebutjat, va ser definitivament declarat com herètic al Primer concili de Constantinoble (381). No obstant això van continuar les lluites entre catòlics i arrians, es va mantenir com a religió oficial d'alguns dels regnes establerts pels gots a Europa després de la caiguda de l'Imperi Romà d'Occident. Al Regne visigot de Toledo va perviure com a mínim fins al III concili de Toledo (589), durant el regnat de Recared I, que es va convertir al catolicisme, i s'extingí posteriorment.
L'arrianisme és definit com aquells ensenyaments defensats per Arri oposats al dogma trinitari determinat en els dos primers concilis ecumènics i mantingut en l'actualitat per l'Església catòlica, les esglésies ortodoxes orientals i la majoria de les esglésies protestants. Aquest terme també es fa servir de vegades de manera inexacta per a al·ludir genèricament a aquelles doctrines que neguen la divinitat de Jesucrist.

## Història
Arri sostenia que el Fill va ser la primera criatura creada per Déu abans del principi dels temps. Segons l'arrianisme, aquest Fill, que després es va encarnar en Jesús, va ser un ésser creat amb atributs divins, però no era Déu en i per si mateix.
La naturalesa del Fill era el problema més complex dels primers segles del cristianisme, com ho revelen les discussions teològiques. En els primers segles del cristianisme es plantejava el problema de la relació entre el Fill i Déu Pare. Aquesta controvèrsia ha estat coneguda com les disputes cristològiques.
En alguns grups de l'Església cristiana primitiva s'ensenyava que Crist havia preexistit com a Fill de Déu i abans de la seva encarnació en Jesús de Natzaret, i que havia baixat a la Terra per redimir els éssers humans. Aquesta concepció apareix reflectida al principi de l'Evangeli de Joan, que identifica Jesús amb el logos de Déu. A aquesta visió s'oposaven altres grups, com els ebionites, que preferien mantenir-se fidels a la tradició judaica. Aquesta concepció de la naturalesa de Crist, que va anar guanyant adeptes amb el pas del temps fins a esdevenir la creença majoritària, va comportar diversos debats teològics, ja que es va discutir si en Crist hi havia una naturalesa divina o una d'humana, o bé totes dues, i si això era així, se'n va discutir la relació entre ambdues (foses en una sola naturalesa, completament separades: nestorianisme, o relacionades d'alguna manera).
L'encarnacionisme va calar fortament en el món gentil, i especialment en l'occident de l'Imperi Romà. Arri havia estat deixeble de Pau de Samòsata, predicador cristià d'Orient del segle iii, i ensenyava que Crist era una criatura, la primera criatura que havia estat formada pel Creador abans de l'inici dels temps.
Segons Atanasi d'Alexandria, al qual Arri s'oposava, aquests són alguns dels ensenyaments arrians, citats en la seva obra Discurs contra els arrians:
| «                                                         | "Déu no sempre va ser Pare" sinó que "hi va haver un temps en què Déu estava sol i encara no era Pare, però després es va convertir en Pare." "El Fill no va existir sempre," doncs, així com totes les coses es van fer del no-res, i totes les criatures i obres existents van ser fetes, també la Paraula de Déu mateixa va ser "feta del no-res" i "hi va haver un temps en què no va existir" i "Ell no va existir abans del seu origen", sinó que Ell i altres "va tenir un origen de creació". Doncs Déu, diu, "estava sol, i la Paraula encara no era, ni tampoc la Saviesa. Llavors, en desitjar donar-nos forma, Ell va fer a cert ser i el va anomenar Paraula, Saviesa i Fill, perquè pogués donar-nos forma mitjançant Ell" | » |
| — Atanasi d'Alexandria, Primer discurs contra els arrians | |   |

Finalment, en el Primer concili de Nicea l'any 325 es va aprovar el credo proposat per Atanasi d'Alexandria, i la ferma defensa de la naturalesa divina del Fill de Déu feta per Atanasi va aconseguir fins i tot el desterrament d'Arri i la lluita entre arrians i catòlics. Quan aquest va ser perdonat l'any 336, va morir en misterioses circumstàncies (probablement enverinat). La disputa entre partidaris de la Trinitat, arrians i els anomenats "semiarrians" havia de durar durant tot el segle iv, arribà fins i tot a haver-hi emperadors arrians (el mateix Constantí I el Gran va ser batejat al seu llit de mort pel bisbe arrià Eusebi de Nicomèdia). Ulfilas, bisbe i missioner, va propagar l'arrianisme entre els pobles germànics, particularment els visigots, vàndals, burgundis i ostrogots. Després del Primer concili de Constantinoble l'any 381, l'arrianisme va ser definitivament condemnat i considerat com a heretgia en el món catòlic. No obstant això, l'arrianisme es va mantenir com a religió d'alguns pobles germànics fins al segle vi, quan Recared I, rei dels visigots, es va batejar com a catòlic l'any 587 i va imposar el catolicisme com a religió oficial del seu regne dos anys després amb la lluita i l'oposició dels visigots arrians, després del III concili de Toledo (589). Ignacio Olagüe Videla en La revolució islàmica a Occident (1974) postula que l'arrianisme i, en menor mesura, el paganisme o el gnosticisme, no van desaparèixer de la península Ibèrica amb la conversió de Recared. A Itàlia, les supervivències arrianes al Regne longobard persistiren fins ben avançat el segle vii, i el rei Grimoald (662-671) es pot considerar com l'últim monarca arrià del regne i d'Europa.
Després de la celebració el 325 del Primer concili de Nicea, va ressorgir amb força en la mateixa Constantinoble l'arrianisme gràcies al suport del seu bisbe, Eusebi de Nicomèdia, que va aconseguir convèncer els successors de l'emperador Constantí perquè recolzessin l'arrianisme i rebutgessin la línia ortodoxa aprovada a Nicea i substituïssin els bisbes nicens per bisbes arrians a les seus episcopals d'Orient.

## En l'actualitat
Un famós seguidor modern de les idees d'Ari fou Isaac Newton, que creia en un Déu únic, el Pare, i negava la doctrina de la Trinitat. Les idees de Newton van influir en alguns grups adventistes (Henry Grew i George Storrs) que igualment neguen la Trinitat. Aquests influïren sobre Charles Taze Russell, fundador dels Testimonis de Jehovà, que assimilà la doctrina com a seva.
Tot i que l'arrianisme com a tal va ser exterminat, es considera continuadors de certs aspectes de l'arrianisme diverses comunitats religioses:
La cristologia dels Testimonis de Jehovà guarda algunes poques similituds amb l'arrianisme, en el sentit que ambdues consideren Jesús com l'unigènit del Déu Pare, i no com Déu mateix.
Els socinians, una denominació nascuda després de la Reforma protestant a Polònia, no creu en l'aspecte de Jesús Déu, de manera que en alguna mesura podrien ser considerats hereus de l'arrianisme.
Teologies actuals sorgides en l'Església catòlica són acusades de reproduir esquemes arrians, amb una presentació no cristològica de Jesús. Acusacions recents contra el teòleg José Antonio Pagola pel que s'ha exposat en el seu llibre Jesús, aproximació històrica (PPC, 2007) per part del llavors bisbe de Tarazona i avui bisbe de Còrdova, Demetrio Fernández, donen idea que l'heretgia (des del punt de vista catòlic), segueix en la ment de l'Església. En general, es creu que determinades noves eclesiologies combinen la teologia liberacionista amb el nou arrianisme científic, sorgit de determinats corrents historicistes de la investigació bíblica. Però no hi ha una veu oficial ni única sobre aquest tema: el diàleg, doncs, continua obert.

## En el saber popular
S'ha usat arrià durant la història per a acusar dins l'ambient catòlic qualsevol cismàtic amb l'autoritat de l'Església catòlica amb qüestionaments respecte a la unitat de Déu i la Trinitat. Per exemple, durant segles, el món cristià veia l'islam com una forma d'arrianisme. S'ha avançat la hipòtesi històrica que la permanència d'arrians tant a l'Orient Mitjà com a l'Àfrica del Nord i a Hispània va facilitar l'expansió musulmana en aquestes regions durant els segles viii i ix per la seva proximitat teològica. A Hispània, per donar un exemple, la catedral principal de la ciutat de Còrdova va ser convertida en mesquita pels visigots arrians que van abraçar l'islam.
Encara que no hi hagi una Església arriana centralitzada des que Recared i els seus afins i la cort visigoda es convertissin a la fe catòlica en el III concili de Toledo, les lluites que hi va haver entre arrians i catòlics han arribat fins als nostres dies en el saber popular. L'expressió castellana armar la de Dios es Cristo, indicant que hi haurà un conflicte molt gran, fa referència a les disputes tant en el pla teològic com en el polític i militar que hi va haver entre arrians i catòlics entre els segles segles iv i vi.

## L'embrió de la cavalleria
Els pobles germànics són cristianitzats a la fi de l'Imperi romà i durant l'alta edat mitjana, com serà el cas dels visigots agrupats en l'Església herètica arriana. El concepte de cavaller com a soldat de Déu no podria haver sorgit sense l'arrianisme i els valors germànics. En aquest corrent religiós, es fa un ús literal del passatge del Nou Testament on Pau de Tars (2Tm 2,3) palesa el milites Christi o soldat de Crist. Aquesta idea unirà, en el concepte de cavaller, dos fets fonamentals que canviaran la història, l'un és l'espiritualitat i l'altre, la guerra.
La cavalleria neix a Occident al voltant dels segles xi i xii en paral·lel a les literatures romàniques. Els tan famosos cavallers com Artús, Lancelot o Tristany no existien en l'època on són situats cronològicament en la literatura ni tampoc existiran com a personatges reals, són herois de ficció. Són models cavallerescs, ja que les seves gestes tindran, a més d'una missió ideològica, una missió propagandística de la seva moral. Així doncs, la cavalleria tal com la coneixem avui dia, té el seu estat embrionari en el món bàrbar. Els elements antecessors són: un vocabulari, costums socials, pràctiques guerreres, valors com, per exemple, la veneració que senten pels cavalls (s'han trobat tombes principesques amb cavalls inhumats) i devoció per tot allò que siguin armes, sobretot, l'espasa. Es jura sobre l'espasa i se li atribueix un origen màgic, fins i tot podrà ser batejada (Excàlibur, Joyese, etc.).
La societat germànica és una comunitat de guerrers que enalteix les virtuts militars i l'ús de les armes. En aquesta comunitat s'accedeix per una assemblea de persones lliures: «companyonia». Es fa una cerimònia d'iniciació i un jurament sobre l'espasa. El rang dels companys de la «companyonia» queda determinat pel "cap" del grup. Tots rivalitzen amb ell en el camp de batalla: si el "cap" cau, serà deshonrós abandonar el combat, ja que això seria vergonyós i infame. D'altra banda, també és considerat un oprobi que algun company sobrepassi al seu "cap" en valentia. Això quedarà incrustat en els valors feudals. Aquesta exaltació dels valors guerrers explica l'èxit dels bàrbars: la valentia no és només una qualitat moral apresa amb l'entrenament sinó que també pren un carisma d'ordre espiritual. El "furor" del guerrer esdevé místic, sagrat. Una altra adquisició important que es pren dels pobles germànics és la confraria (compagnonnage). Per entrar dins de la companyonia és necessari un ritual de lliurament d'armes. Des dels 14 anys, un jove lliure (i a vegades esclau per a estupefacció dels romans) es pot convertir en guerrer de ple dret.
La cristianització de l'arrianisme es farà per la traducció de la Bíblia al gòtic que en fa Úlfila. S'adonà que predicava una religió de pau i amor a un poble guerrer. Així, per exemple, no traduí el Llibre del Reis, en què s'expliquen actes molt violents. Tanmateix, no pogué evitar la trampa de la llengua i estructura mental dels germànics i arrians. Els gots no tenien conceptes de caritat, pau, perdó i amor al proïsme. Així és com aquestes conceptes, amb les metàfores de Pau de Tars, que utilitza un vocabulari militar, es converteixen en vocables militars com prudència, enteresa, disciplina, discerniment i compromís moral en la idea d'un combat espiritual (exemples: escut de fe, cinyell de la veritat, armadura de Déu, espasa de la paraula de Déu). A més a més, els missioners, amb la urgència de difondre la paraula de Déu, van batejar els gots abans de convertir-los, deixant per més endavant una evangelització profunda. Això generà una sacralització del culte a la violència guerrera. Del cristianisme en quedarà una imatge de Déu guerrera, un Crist victoriós, uns genets venjadors de l'Apocalipsi i no pas la imatge de servitud cap a Déu (això ja ho rebutjava l'arrianisme).
Per aquesta raó, l'evangelització dels gots i germans no es modifica sinó que dona pas a una "religió" i una nova ideologia formada per l'Església, els valors guerrers atenuats pel cristianisme arrià i l'herència romana. Això inclourà juraments sobre la Bíblia i l'espasa indistintament. Seguiran sent guerrers, espiritualment i material, i s'inventaran unes noves estructures polítiques i socials que canviaran els modes de governació amb nous conceptes d'estat, servei públic i militar, i la relació entre les persones i d'aquestes amb Déu. Aquesta societat és la protohistòria de la cavalleria dels segles xi i xii.